# Auloh
Auloh ist ein Dorf und Gemeindeteil der kreisfreien Stadt Landshut in Niederbayern. Es zählt zum Stadtteil Frauenberg.

## Geographie
Auloh liegt im Osten Landshuts rechts der in diesem Bereich gestauten Isar am Altheimer Stausee.

## Geschichte
Das Bauerndorf Auloh gehörte im Herzogtum Bayern zur Obmannschaft Frauenberg sowie zum Amt Adlkofen. Auloh wurde 1808 Teil des neu gegründeten Steuerbezirks Frauenberg, ab 1818 der gleichnamigen Gemeinde. 1880 wurde bei Auloh ein großer Truppenübungsplatz für das 2. Schwere-Reiter-Regiment der Bayerischen Armee angelegt. In den 1930er Jahren wurde in der Ochsenau bei Auloh zudem ein Segelflugplatz angelegt, weitere insbesondere militärische Anlagen folgten. Der Altheimer Stausee bei Auloh entstand durch die Anlage des 1951 eröffneten Kraftwerks Altheim. In Auloh wurde durch zahlreiche Heimatvertriebene nach dem Zweiten Weltkrieg die evangelische Gnadenkirche (Vikariat Auloh) gegründet. Die katholische Pfarrkirche, dem hl. Vinzenz von Paul geweiht, entstand 1961. Am 1. August 1974 wurde die Gemeinde Frauenberg mit Auloh im Zuge der Gebietsreform in Bayern in die kreisfreie Stadt Landshut eingemeindet. Frauenberg hatte 1987 1355 Einwohner. Der „Ehemalige Standortübungsplatz Landshut mit Isarleite“ südlich Auloh wurde am 26. Oktober 2001 als Naturschutzgebiet ausgewiesen. Im selben Jahr erhob der katholische Diözesanbischof Manfred Müller die Gemeinde St. Vinzenz von Paul in Auloh zu einer eigenen Pfarrei.